# Fred Alexander (Schauspieler)
Fred Alexander (eigentlich Alfred Beeh; * 16. Juni 1927 in Augsburg; † 15. Dezember 2012 ebenda) war ein deutscher Film- und Theaterschauspieler.

## Leben
Fred Alexander gab sein Debüt als Theaterschauspieler in Bochum, arbeitete später aber vor allem an Bühnen der damaligen DDR in Frankfurt (Oder), Halle, Leipzig und der Volksbühne Berlin. Parallel dazu wirkte er auch in nationalen Film- und Fernsehproduktionen der DEFA und des Deutschen Fernsehfunks wie Carl von Ossietzky (1963) und internationalen Produktionen wie Die Befreiung Prags (Osvobození Prahy, 1976) mit.
Dem Publikum des DDR-Fernsehens war er vor allem als Stimme des Himmelsboten Arthur der Engel, einer erfolgreichen ungarischen Zeichentrick-Fernsehserie, bekannt.
Ferner führte er auch als Moderator durch die DFF-Musiksendung Liebe, Rosen und Champagner.
Die Kinder der letzten DDR-Generation in den 1980er-Jahren lernten ihn als den alten Friedemann kennen, in dessen Rolle er gelegentlich beim Abendgruß von Unser Sandmännchen auftrat und mit Hilfe von Marionetten bekannte Märchen nacherzählte. 
Nach der Deutschen Wiedervereinigung setzte er seine Tätigkeit als Theaterschauspieler auf Bühnen in Stuttgart, Hannover und Frankfurt am Main fort. Er starb am 15. Dezember 2012 in Augsburg.

## Filmografie
- 1970: Befreiung
- 1970: Im Spannungsfeld
- 1970: He, Du!
- 1970: Assad (Fernsehserie)
- 1970: Der Mörder sitzt im Wembley-Stadion (Fernseh-Zweiteiler)
- 1971: Avantgarde (Theateraufzeichnung)
- 1972: Der Adjutant (Fernsehfilm)
- 1972: Der Herr Ornifle (Fernsehfilm)
- 1972: Tecumseh
- 1972: Die große Reise der Agathe Schweigert (Fernsehfilm)
- 1972: Polizeiruf 110: Die Maske (Fernsehreihe)
- 1973: Tage des Verrats (Dny zrady I)
- 1975: Polizeiruf 110: Heiße Münzen
- 1975: Steckbrief eines Unerwünschten (Fernsehfilm)
- 1975: Die Wildente (Theateraufzeichnung)
- 1976: Die Befreiung Prags (Osvobození Prahy)
- 1976: Trini
- 1977: El Cantor (Fernsehfilm)
- 1977: Dantons Tod (Studioaufzeichnung)
- 1978: Polizeiruf 110: In Maske und Kostüm
- 1985: Polizeiruf 110: Ein Schritt zu weit
- 1987: Bebel und Bismarck (Fernsehmehrteiler)
- 1987: Sachsens Glanz und Preußens Gloria (Fernseh-Mehrteiler)
- 1988: Mensch, mein Papa …!
- 1988: Vera – Der schwere Weg der Erkenntnis (Fernsehfilm)
- 1988: Der Geisterseher (Fernsehfilm)
- 1989: Der Mann im Schrank (Fernsehfilm)

## Theater
- 1968: Friedrich Schiller: Maria Stuart (Französischer Gesandter) – Regie: Fritz Bornemann (Volksbühne Berlin)
- 1973: Tirso de Molina: Don Gil von den grünen Hosen (Don Fabio) – Regie: Brigitte Soubeyran (Volksbühne Berlin)

## Hörspiele
- 1964: William Shakespeare: Macbeth (Duncan) – Regie: Fritz Göhler (Hörspiel – Rundfunk der DDR)
- 1966: William Shakespeare: Der Sturm (Sebastian) – Regie: Fritz Göhler (Hörspiel – Rundfunk der DDR)
- 1968: Nikolai Dubow: Der Junge am Meer (Sternzähler) – Regie: Manfred Täubert (Kinderhörspiel – Rundfunk der DDR)
- 1968: Day Keene/Warren Brand: Naked Fury – Nackte Gewalt – Regie: Helmut Hellstorff (Kriminalhörspiel – Rundfunk der DDR)
- 1968: Vito Blasi/Anna-Luisa Meneghini: Eiertanz (Konsul) – Regie: Hans Knötzsch (Hörspiel – Rundfunk der DDR)
- 1968: Gerhard Rentzsch: Am Brunnen vor dem Tore – Regie: Hans Knötzsch (Hörspiel – Rundfunk der DDR)
- 1970: Helga Pfaff: Die Schildbürger (Gesandter) – Regie: Horst Liepach (Kinderhörspiel – Rundfunk der DDR)
- 1971: Heinrich Mann: Die Jugend des Königs Henri Quatre – Regie: Fritz Göhler  (Hörspiel – Rundfunk der DDR)
- 1978: Karel Čapek: Taschenspiele (Herr) – Regie: Joachim Staritz (Hörspiel – Rundfunk der DDR)
- 1978: Till Sailer: Winterreise – Regie: Fritz Göhler (Hörspiel – Rundfunk der DDR)
- 1980: Karl-Heinz Jakobs: Casanova in Dux (Grimani) – Regie: Barbara Plensat (Hörspiel – Rundfunk der DDR)
- 1980: Dorothy L. Sayers: Der Verdacht (Dr. Brooks) – Regie: Werner Grunow (Kriminalhörspiel – Rundfunk der DDR)
- 1983: Lion Feuchtwanger: Erfolg – Regie: Werner Grunow (Hörspiel – Rundfunk der DDR)
- 1984: Bodo Schulenburg: Maus mit blauen Socken (Kater) – Regie: Manfred Täubert (Kinderhörspiel/Kurzhörspiel aus der Reihe: Geschichten aus dem Hut)
- 1985: Brigitte Reimann: Franziska Linkerhand (Arzt) – Regie: Walter Niklaus (Hörspiel – Rundfunk der DDR)